# Autreppes
Autreppes ist eine französische Gemeinde mit 176 Einwohnern (Stand 1. Januar 2022) im Département Aisne in der Region Hauts-de-France. Sie gehört zum Arrondissement Vervins, zum Kanton Vervins und zum Gemeindeverband Thiérache du Centre.

## Geographie
Die Gemeinde Autreppes liegt in der Landschaft Thiérache an der oberen Oise, etwa zehn Kilometer nordwestlich von Vervins  und 18 Kilometer westlich von Hirson. Umgeben ist Autreppes von den Nachbargemeinden Erloy im Norden, Sorbais im Osten, Haution im Süden und Saint-Algis im Westen.

## Geschichte
Die wahrscheinlich erste urkundliche Erwähnung fand sich in einer Schenkungsurkunde König Ludwigs des Stammlers aus dem Jahr 878. Autreppes war Teil der ehemaligen königlichen Domäne, die der Abtei von Saint-Denis im Jahre 915 geschenkt wurde. Vor der Französischen Revolution wurde das Dorf zum Herrschaftsgut erhoben.

### Bevölkerungsentwicklung
| Jahr      | 1962 | 1968 | 1975 | 1982 | 1990 | 1999 | 2006 | 2013 | 2021 |
| Einwohner | 280  | 232  | 216  | 184  | 150  | 142  | 175  | 177  | 176  |

## Sehenswürdigkeiten
- Kirche Saint-Hilaire, erbaut 1632, Monument historique seit 1987

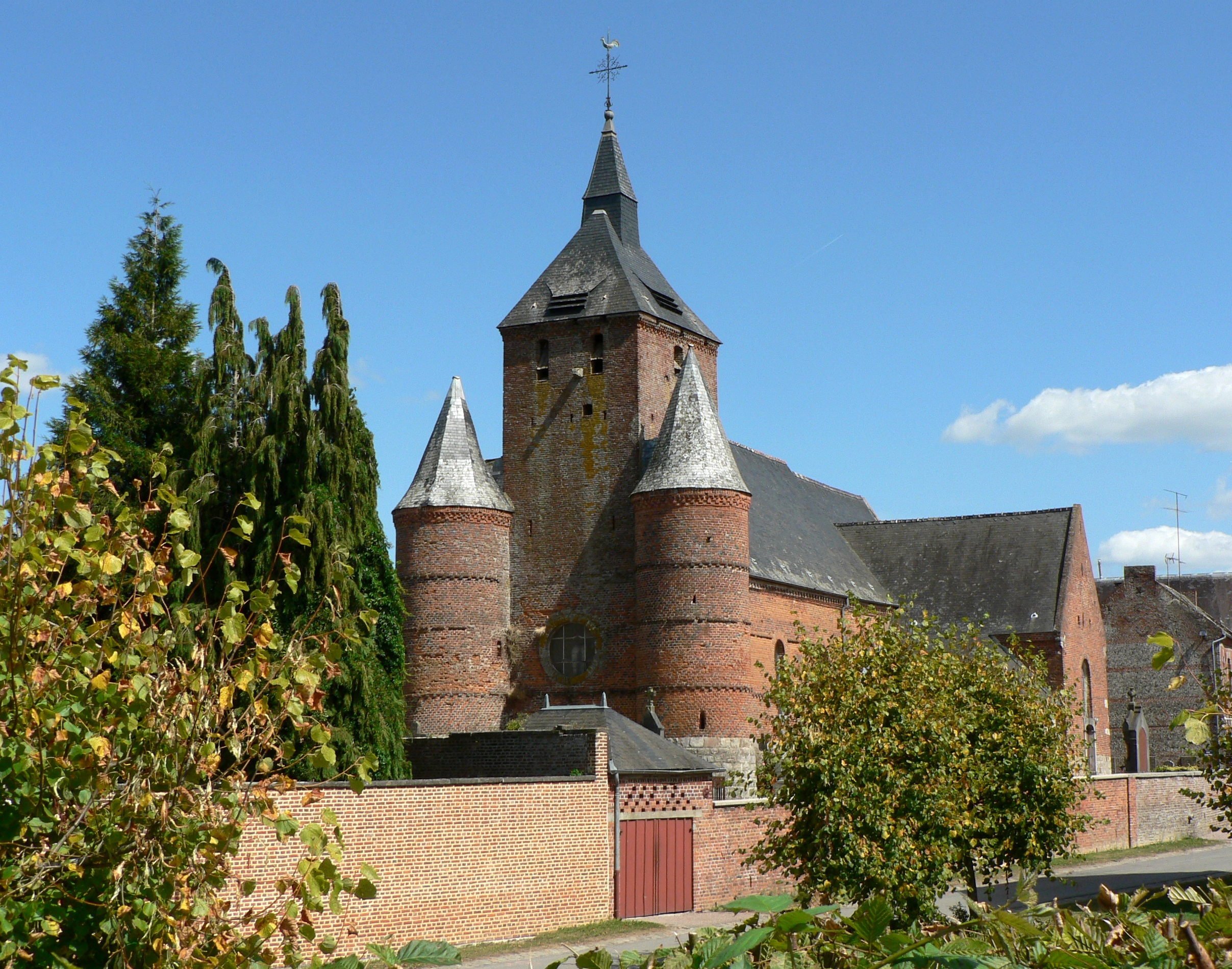
Wehrkirche Saint-Hilaire
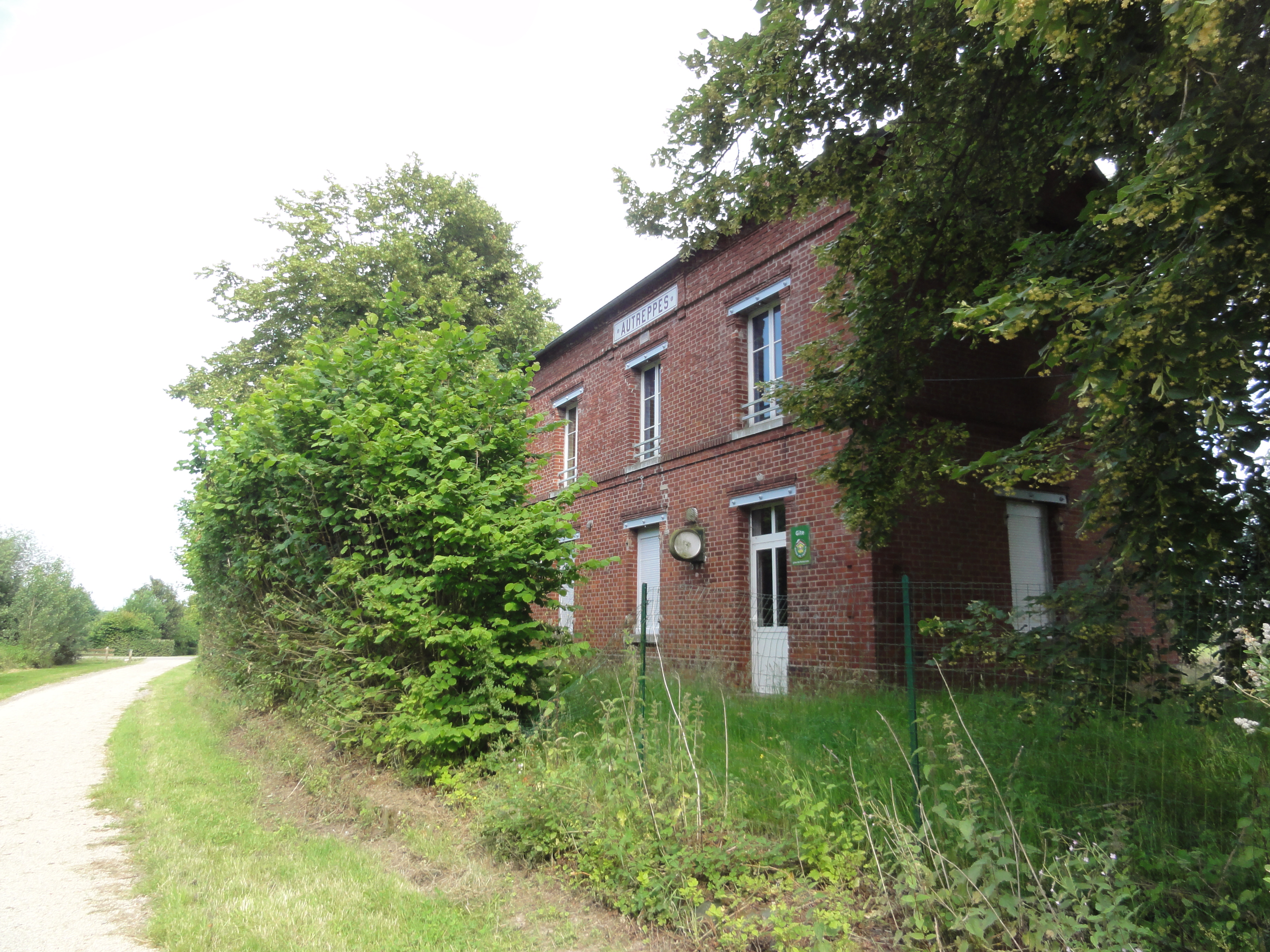
Ehemaliger Bahnhof
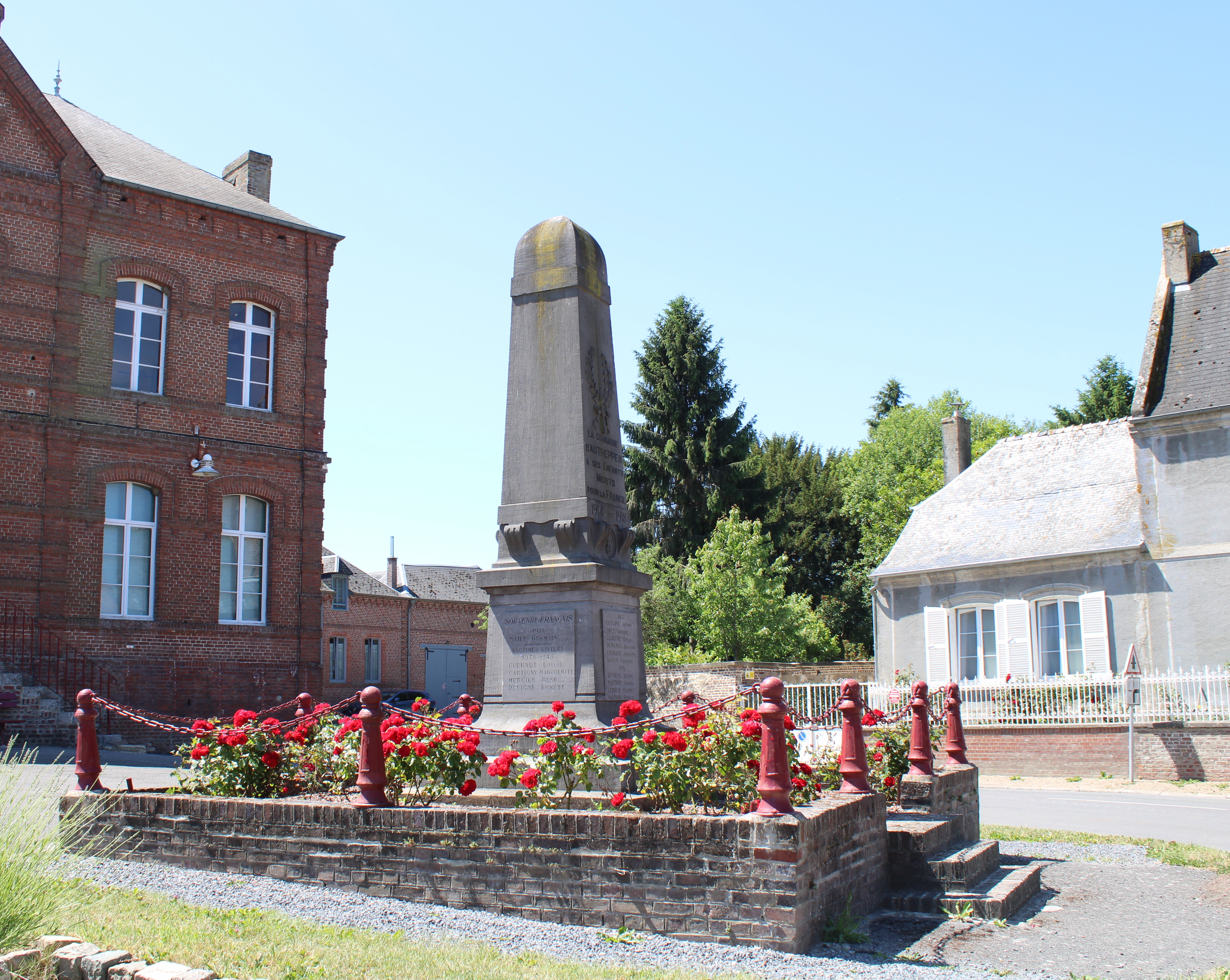
Gefallenendenkmal